# Avex Trax
Avex Trax (エイベックス トラックス, Eibekkusu Torakkusu) é uma gravadora japonesa pertencente a Avex Group. O selo foi fundado em setembro de 1990 e foi o primeiro selo do grupo. A avex trax possuí alguns artistas japoneses como Da-iCE, AAA, Ai Otsuka, Namie Amuro, Do As Infinity, Every Little Thing, Girl Next Door, Ayumi Hamasaki, Mai Oshima e Tokyo Girls' Style, e alguns coreanos como BoA, TVXQ, Super Junior, F(x), Exo, NCT e O-Zone.